# John Sinclair (sång)
John Sinclair är en låt från 1972 av John Lennon på albumet Some Time in New York City. John Sinclair var en författare, aktivist och före detta chef för MC5. Han hade dömts ett flertal gånger för marijuanainnehav innan han 1969 gav två joints till en civil narkotikapolis. För detta dömdes han till tio års fängelse. Lennon, som själv 1968 hade blivit arresterad för marijuanainnehav, stödde Sinclair och skrev en kampanjlåt för honom. Tillsammans med Yoko Ono uppträdde Lennon på Crisler Arena i Ann Arbor, Michigan, den 10 december 1971 i syfte för att stötta Sinclair. En demoversion av låten finns på John Lennon Anthology.